# Блези О
Блези О (фр. Blaisy-Haut) насеље је и општина у источном делу централне Француске у региону Бургоња, у департману Златна обала која припада префектури Дижон.
По подацима из 2011. године у општини је живело 121 становника, а густина насељености је износила 14,56 становника/km². Општина се простире на површини од 8,31 km². Налази се на средњој надморској висини од 606 метара (максималној 591 m, а минималној 419 m).

## Демографија
| 1962. | 1968. | 1975. | 1982. | 1990. | 1999. | 2011. |
| ----- | ----- | ----- | ----- | ----- | ----- | ----- |
| 74    | 78    | 70    | 73    | 101   | 104   | 121   |

График промене броја становника у току последњих година